# Tour Opus 12
Tour Opus 12 (früher auch Tour PB12 und Tour Crédit Lyonnais) ist der Name eines Hochhauses im Pariser Vorort Puteaux in der Bürostadt La Défense. Erbaut wurde das Hochhaus 1973, womit es zur ersten Generation der Hochhäuser von La Défense zählt. Bei seiner Fertigstellung im Jahr 1973 war der 100 Meter hohe Büroturm der Zwölfthöchste im Geschäftsviertel La Défense. Das Gebäude verfügt über 27 Etagen und über eine Fläche von etwa 34.000 Quadratmetern. Entworfen wurde das Gebäude von den Architekten Jean Dubuisson und Jean-Pierre Jausserand.
Zwischen 2002 und 2004 fanden umfangreiche Renovierungsarbeiten statt. Dabei wurde das Gebäude nach Osten hin um 3,50 Meter und zu allen anderen Seiten um 60 Zentimeter verbreitert. Architekten für den Umbau waren Valode et Pistre.
Der Büroturm ist mit der Métrostation La Défense und dem Bahnhof La Défense an den öffentlichen Nahverkehr im Großraum Paris angebunden.